# Kurznie
Kurznie (niem. Kauern)– wieś w Polsce położona w województwie opolskim, w powiecie opolskim, w gminie Popielów. 
Wokół roztacza się teren Stobrawskiego Parku Krajobrazowego. Na terenie wsi ma swoją siedzibę koło łowieckie "Odyniec", znajduje się tu także min. placówka leśnictwa podlegająca nadleśnictwu w Brzegu.

## Zabytki
Do wojewódzkiego rejestru zabytków wpisany jest:
- kościół ewangelicki, obecnie rzymskokatolicki fil. pw. św. Judy Tadeusza, z 1813 r.